# Quebec bashing
El Quebec bashing es un discurso que denigra a los quebequeses, Quebec, al Gobierno quebequés, al conjunto de la cultura quebequesa. Este discurso se ha generalizado con más frecuencia en el Canadá inglés, donde cierta élite ha intentado proteger esta lógica, lo cual genera un efecto rebote con los federalistas de Quebec.
Esta actitud de difamación se manifiesta de diversas maneras. Entre las formas más agresivas, se han producido ataques ad hominem que asocian a los quebequeses con personas racistas, intolerantes, nacionalistas étnicos, nazis u otras formas de extremismos. En general, estos detractores basan sus juicios en paradigmas y teorías sociales y políticas que equiparan la defensa de los intereses colectivos de la sociedad y el pueblo quebequés al fanatismo, integrismo y sectarismo.

## Definición y fundamentos
El Dictionnaire québécois-français propone distintas acepciones de esta expresión franglesa, las cuales designan el desprestigio sistemático de Quebec, las críticas anti-Quebec, la difamación de los quebequeses o la quebecofobia. Sin embargo, el término Quebec bashing es, con diferencia, el más común. Aunque la expresión sigue la normativa de uso del inglés, se utiliza especialmente en francés en textos y declaraciones públicas de periodistas, de figuras políticas o de intelectuales quebequeses. 
En un artículo de 1999 y en una posterior revisión de este, publicada en inglés un año después, la socióloga quebequesa Maryse Potvin analiza cuatro salidas de tono racistas que se dieron entre 1995 y 1998. En primer lugar, explica que casi todas las representaciones nacionales  implican dos fundamentos: «una cierta dosis de universalismo, basado en la razóny en la idea de un contrato cívico» y «una dosis de etnicismo o, incluso, de tribalismo», basados en la convicción de una historia compartida y una cultura común.
Según Potvin, en Canadá, las visiones nacionales canadienses y quebequesas compiten entre sí, lo cual genera tensiones. La evolución paralela de dos visiones nacionales ha impregnado las relaciones políticas de los quebequeses con el resto de canadienses, además de entre sí mismos.
Las relaciones entre la minoría franco-católica, asentada principalmente en Quebec, y la mayoría anglo-protestante —en su día basadas en la dominación económica, social y política—, evolucionaron hacia un modelo competitivo con un aumento del movimiento a favor de la soberanía de Quebec, a partir de los años sesenta del siglo XX. Desde entonces, la evolución de esta situación política en Quebec y Canadá ha creado «una competencia política entre estas dos pretensiones universalistas que suele provocar una sustitución de los ideales universalistas por discursos ideológicos etnicistas».
La autora, basándose en su análisis de los estudios de Albert Memmi sobre el racismocontemporáneo, extrajo una serie de características que presentan estas salidas de tono etnicistas:
- El uso de argumentos universalistas con el fin de deslegitimar al otro.
- Los modos discursivos de racialización que muestran.
- El uso de mecanismos clásicos del racismo, es decir, la demonización y la esencialización del acusado.
- La acusación mediante la teoría de la conspiración al conjunto de la población.
- La naturalización de las diferencias (reales o imaginarias) entre lenguas, culturas o modos de vida.
- La legitimación y justificación de su estatuto, de la situación en la que se encuentran, de su negación o, en ocasiones, de su agresión.

## Temas recurrentes
Es posible encontrar determinados temas recurrentes si se analizan las acusaciones contra Quebec conocidas como Quebec bashing. Se pueden reagrupar en las siguientes grandes categorías:
- En Quebec existiría una fuerte corriente de racismo y discriminación hacia los quebequeses anglófonos, los indígenas y las minorías, dado que el Gobierno de Quebec impone el francés como lengua oficial en la Carta de la Lengua Francesa.  El organismo público responsable de hacer respetar la Carta, la Oficina quebequesa de la Lengua Francesa, se describe como una policía lingüística y se la tacha de lo que estos autores califican como opresiva para las minorías anglófonas y alófonas.[8]
- Autores como Esther Delisle o Mordecai Richler,[9] afirman que, durante la primera mitad del siglo XX, surgió un fuerte sentimiento antisemita en Quebec, el cual explica la evolución social y política del Quebec contemporáneo. Estas acusaciones se basan en un conjunto de textos polémicos escritos por el sacerdote e historiador nacionalista Lionel Groulx y el líder fascista Adrien Arcand durante los años veinte y treinta del siglo pasado[10]. Por extensión, se equipara a la sociedad quebequesa contemporánea, a su gobierno provincial y al movimiento soberanista de Quebec con una forma de nacionalismo étnico e incluso de nacionalsocialismo.[11]
- Otros autores [¿quién?]  defienden la superioridad de los canadienses anglófonos sobre la sociedad quebequesa o las concepciones anglosajonas de la democracia, la libertad individual o el multiculturalismo.[12] A veces, Quebec se presenta como una sociedad deficiente en el ámbito económico, plagada de corrupción endémica y dominada por el nepotismo como consecuencia del excesivo intervencionismo del Estado quebequés y de la presencia de un movimiento separatista activo.[13]
- Otros comentarios atacan la reputación o la integridad de los líderes políticos independentistas de Quebec y cuestionan su honradez.[12][14] En la misma línea, se ha sugerido deportar a los quebequeses soberanistas nacidos en el extranjero en función de su filiación política.[15]

## Evolución histórica
Article detallado: Lista de ejemplos de Quebec bashing.
Una larga serie de incidentes calificados como Quebec bashing han marcado la actualidad quebequese y canadiense en las últimas décadas. Los artículos del Maclean's de Martin  Patriquin y Andrew Potter han recibido especial atención en Quebec en los últimos años.